# Echinolaena gracilis
Echinolaena gracilis är en gräsart som beskrevs av Jason Richard Swallen. Echinolaena gracilis ingår i släktet Echinolaena och familjen gräs. Inga underarter finns listade i Catalogue of Life.